# Friedrich Fiedler (Übersetzer)

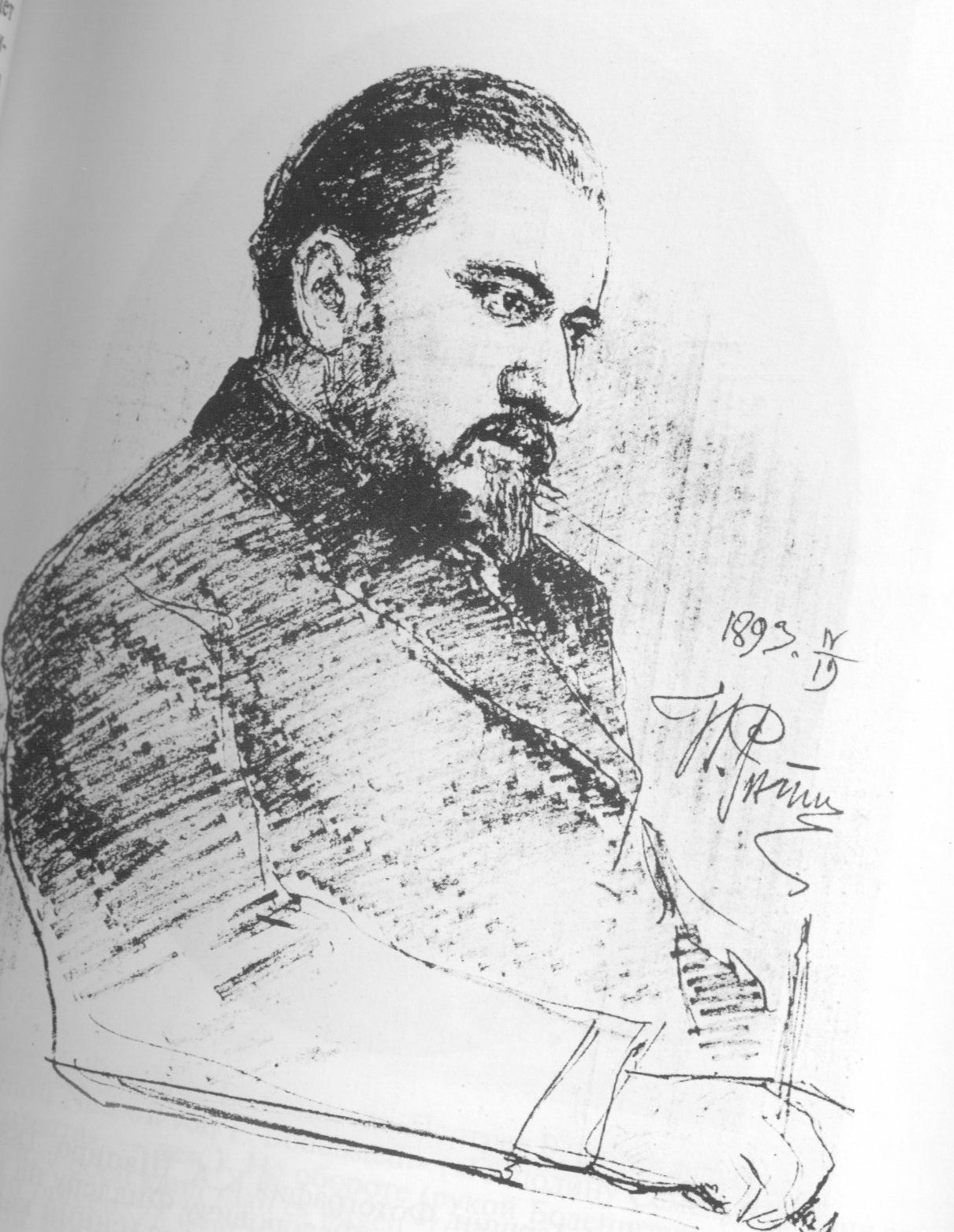
Fiedler auf einer Sitzung der Russischen Literarischen Gesellschaft, 19. April 1893. Zeichnung von Ilja Repin

Friedrich Ludwig Konrad Fiedler, in Russland unter Fjodor Fjodorowitsch Fiedler (Фёдор Фёдорович Фидлер, «Ф. Ф. Ф.» oder «Ф³») bekannt (* 4. Novemberjul. / 16. November 1859greg. in Sankt Petersburg; † 24. Februarjul. / 9. März 1917greg. in Petrograd) war ein Übersetzer (vornehmlich russischer Poesie ins Deutsche), Pädagoge, Sammler und Gründer eines privaten Literaturmuseums, welches Schriftstellern aus Russland und Deutschland gewidmet war.
Seine Eltern waren Wolgadeutsche, der Vater stammte aus Jekaterinenstadt. Friedrich wurde in Sankt Petersburg geboren, beherrschte schon als Kind die russische Sprache und war gut mit der russischen Literatur vertraut.

## Übersetzer
Während seines Studiums begann Fiedler Theaterstücke (er arbeitete auch als Theaterkritiker) und Prosa ins Deutsche zu übertragen. Von 1890 bis 1900 erschienen in seiner Übersetzung die Werke praktisch aller Klassiker der russischen Poesie des 19. Jahrhunderts (Lermontow, A. K. Tolstoi, Puschkin, Nekrasow, Tjuttschew) und vieler zeitgenössischer Autoren – persönlicher Bekannter Fiedlers wie Nadson, Fofanow, Majkow, Polonskij und Fet. 1889 gab er in Deutsch die Anthologie Russischer Parnass (58 Autoren), danach Russische Poetinnen (1907, 20 Autorinnen) heraus. Fiedler publizierte seine Übersetzungen in der deutschsprachigen Zeitung St. Petersburger Herold.

## Pädagoge
Seit 1884 arbeitete er als Deutschlehrer in verschiedenen Petersburger Lehranstalten. 1913 wurde er als Staatsrat pensioniert. Unter seinen Schülern waren viele bekannte Kulturschaffende, so zum Beispiel Nikolaj Gumiljow, den Fiedler später als „faulen Schüler“ bezeichnete.

## Gesellschaftliche Tätigkeit
Fiedler war 30 Jahre lang ein aktives Mitglied des literarischen Lebens Petersburgs und nahm an allen Literaturgesellschaften der Stadt teil (viele entstanden auf seine Initiative). Zu seiner engsten Umgebung gehörten Dmitrij Mamin-Sibirjak, aber auch Alexander Kuprin und die heute fast vergessenen Michail Albow und Kasimir Baranzewitsch. Unter seinen deutschen und österreichischen Briefpartnern waren Friedrich von Bodenstedt, Georg Brandes, Kuno Fischer, Lou Andreas-Salomé, Rainer Maria Rilke und andere.

## Fiedlermuseum
In die Geschichte der russischen Kultur ging Fiedler als der Gründer des ersten russischen Kulturmuseums ein, das er in seiner kleinen Wohnung einrichtete. In diese riesige Sammlung gingen die Handschriften einer Vielzahl russischer und deutscher Autoren ein (u. a. Heine, Gogol, Nekrasow, Herzen). Sie enthielt Fotografien, Zeichnungen, Zeitungsartikel, seltene Ausgaben und auch „Reliquien“, zum Teil kurioser Art, wie Zigarettenstummel, Geschirr oder Teile des Grabkreuzes bekannter Dichter, sowie eine Bibliothek mit Büchern, welche die Autoren signiert und Fiedler geschenkt hatten. Finanziert wurde die Sammlung durch Fiedlers Gehalt als Lehrer.
Über das „Fiedlermuseum“ berichteten zu seinen Lebzeiten Zeitungen und Zeitschriften, wobei oft geschrieben wurde, dass „kein Russe die russische Literatur so liebt, wie dieser Deutsche“.

## Tagebuch
Besondere Bedeutung besitzt das Tagebuch Fiedlers, das er fast 30 Jahre lang führte (von 1888 bis zu seinem Tod). Er nannte es Aus der Welt der Literaten. Das Tagebuch enthielt keine persönlichen Eintragungen, sondern ausschließlich eine „Chronik von Beobachtungen“ bekannter russischer und deutscher Literaten (über tausend Personen). Hierzu zählten Beschreibungen des Alltags, von Gewohnheiten, Lieblings-Redewendungen, Einzelheiten des Privatlebens u. a. Die Genauigkeit und Echtheit der Eintragungen Fiedlers sind über jeden Zweifel erhaben. Anhand des Materials seines Tagebuchs verfasste und veröffentlichte Fiedler mehrere Essays.

## Die letzten Jahre. Schicksal der Sammlung
Mit Beginn des Ersten Weltkriegs wurde das Erscheinen der deutschsprachigen Zeitung verboten, einige Literaten wandten sich vom Deutschen Fiedler ab. Verleumderische Gerüchte über ihn als deutschen Spion machten die Runde. In den letzten Jahren vervollständigte er seine Sammlung, änderte jedoch aus Sorge um die finanzielle Lage seiner Tochter Margarita sein Testament. Ursprünglich sollte seine Sammlung in das Eigentum des Staates übergehen, nun hatte seine Tochter das Recht, sie an Museen zu verkaufen. Fiedler starb am Vorabend der Februarrevolution; kurz danach wurde seine Sammlung aufgelöst. Ein bedeutender Teil befindet sich heute im Institut für russische Literatur, einige Dokumente in staatlichen Archiven in Moskau (besonders im Russischen Staatsarchiv für Literatur und Kunst) und privaten Sammlungen, aber vieles ist verschollen. Material der Fiedler-Alben wurden seit den 1960er Jahren mehrfach publiziert, sein Tagebuch wurde in Deutsch (1996) und einer russischen Übersetzung (2008) herausgegeben.

## Gedichtübersetzungen und Schriften
- Der russische Parnaß. Anthologie russischer Lyriker. Heinrich Minden, Dresden 1889
- Gedichte von M. F. Lermontoff. Im Versmaß des Originals. Reclam, Leipzig o. J. [1893] (Digitalisat im Internet Archive)
- Gedichte von Ssemjon Jakowlewitsch Nadson. Authorisierte Verdeutschung im Versmaß des Russischen Originals. Mit Nadsons Bildnis. Reclam, Leipzig o. J. [1900] (Digitalisat im Internet Archive)
- Gedichte von Iwan Ssáwitsch Nikitin. Reclam, Leipzig o. J. [1893] (Digitalisat im Internet Archive)
- Gedichte von Jakow Petrowitsch Polonskij. Autorisierte Verdeutschung. Reclam, Leipzig o. J. [1906] (Digitalisat im Internet Archive)
- Aus der Literatenwelt. Charakterzüge und Urteile. Tagebuch. Herausgegeben von Konstantin Asadowski. Wallstein, Göttingen 1996, ISBN 3-89244-183-9 (Digitalisat im Internet Archive)
  - russische Ausgabe: Из мира литераторов: Характеры и суждения.  Hrsg. Konstantin Asadowski. Novoe Literaturnoe Obozrenie, Moskau 2008, ISBN 978-5-86793-544-3